# 존 D. 록펠러 주니어
존 D. 록펠러 주니어(영어: John D. Rockefeller, Jr., 1874년 1월 29일 ~ 1960년 5월 11일)는 미국의 사업가, 자선가이다. 록펠러 가문의 일원이다. 스탠더드 오일의 설립자 존 록펠러의 다섯 번째 자녀이고 외아들이었다. 뉴욕 브라우닝 학교에 다니다가 브라운 대학교에 입학했다. 졸업 후에는 아버지의 사업을 도와 또한 투자자로 이름을 떨쳤다. 대공황 사이에 록펠러 센터 빌딩 건설에 자금을 제공했다.

## 생애
스탠다드 오일의 설립자 존 D. 록펠러의 다섯 번째 아이이자 외아들이었다. 뉴욕 시의 브라우닝 스쿨를 졸업하고, 이어 브라운 대학교에 입학했다. 졸업 후에는 아버지의 사업을 돕고 또한 투자자로서 그 이름을 떨쳤다. 대공황 사이에 록펠러 센터 빌딩 건설에 자금을 제공했다. 결과적으로 록펠러 2세는 뉴욕에서 가장 큰 부동산 소유자가 되었다. 또한 미국의 은행인 체이스 내셔널 뱅크가 그의 신탁 투자회사를 인수했을 때 그 지배적 이권을 얻었다.
그러나 록펠러 2세는 그의 문화 사업을 통해 가장 잘 기억된다. 그는 일족과 함께 록펠러 재단과 록펠러 대학을 설립했다. 또한 버지니아주의 콜로니얼 윌리엄스버그의 재건 자금을 제공했고, 뉴욕의 유엔 본부의 건설 부지를 기증했다.
록펠러 2세는 자연 환경과 보호에 특별한 관심을 보여, 미국의 국립, 국정 공원을 위해 광대한 토지를 구입하여 기증했다. 그 중에는 그랜드티턴 국립공원, 아케디아 국립공원, 그레이트스모키 산맥 국립공원, 요세미티 국립공원, 셰넌 도어 국립공원을 포함한다.

## 가족
1901년 10월 9일 록펠러 2세는 애비 앨드리치 록펠러(로드 아일랜드 선출 상원 의원 넬슨 W. 앨드리치의 딸)와 결혼했다. 슬하 5남 1녀를 두었다.
- 장녀 애비 록펠러 모스 (1903년 11월 9일 - 1976년 5월 27일) - 슬하 2녀
- 장남 존 록펠러 3세 (1906년 3월 21일 - 1978년 7월 10일) - 슬하 1남 3녀
- 차남 넬슨 록펠러 (1908년 7월 8일 - 1979년 1월 26일) - 슬하 5남 2녀
- 삼남 로렌스 스펠맨 록펠러 (1910년 5월 26일 - 2004년 7월 11일) - 슬하 1남 3녀
- 사남 윈스럽 록펠러 (1912년 5월 1일 - 1973년 2월 22일) - 슬하 1남
- 오남 데이비드 록펠러 (1915년 6월 15일 - 2017년 3월 20일) - 슬하 2남 4녀

넬슨과 윈스럽은 주지사를 역임했다. 차남 넬슨은 제41대 미국 부통령에 취임했다.

## 같이 보기
- 록펠러 재단